# Illa Los Negros
L'illa Los Negros és la tercera illa més gran de les illes de l'Almirallat. A Momote, a la costa oriental de l'illa, hi ha el principal aeroport de la província de Manus. Està unida amb Lorengau, la capital de la província, a l'illa de Manus mitjançant una carretera i un pont que creua el pas de Lonui, que separa Los Negros de l'illa més gran de Manus.

## Història
Després del seu descobriment l'illa va passar a formar part del protectorat de la Nova Guinea alemanya el 1884. Amb l'esclat de la Primera Guerra Mundial Austràlia es va apoderar d'illa el 1914 i posteriorment va rebre un mandat de la Societat de Nacions i passà a formar part del Territori de Nueva Guinea. Durant la Segona Guerra Mundial les tropes japoneses van ocupar les illes de l'Almirallat l'abril de 1942. Uns 4.600 soldats japonesos es van establir a les illes de l'Almirallat. El febrer de 1944 l'illa de Los Negros va ser reconquistada per les forces aliades com a part de la campanya de les Illes de l'Almirallat. Després de la seva captura per les forces aliades, Los Negros es va convertir, durant la primavera i l'estiu de 1944, en una important base aèria i marítima que va ser utilitzada per les forces aliades fins al setembre de 1945. S'hi va construir una base naval avançada, una base d'hidroavions i un camp d'aviació. Entre juny de 1950 i abril de 1951 el Tribunal de Crims de Guerra d'Austràlia hi va celebrar una sèrie de judicis pels crims de guerra que van tenir lloc a Los Negros.